# Shō Ishimoda
Shō Ishimoda (石母田 正, Ishimoda Shō, (Sapporo, 9 de setembro de 1912 —  18 de janeiro de 1986) foi um historiador japonês especializado em História do Japão Antigo, com um interesse particular na natureza da transição estrutural do período antigo para o medieval. Materialista ortodoxo, ele foi durante toda a vida membro do Partido Comunista, e um influente acadêmico marxista nas análises sobre a História do Japão conduzidas por membros do grupo pós-guerra Rekiken. Na década de 1950, após o sucesso da revolução comunista na China em 1949, ele viu esse modelo como uma alternativa à ocidentalização na Ásia, que havia falhado no Japão.

## Vida
Nascido na casa da família de sua mãe em Hokkaido, Ishimoda foi criado na atual cidade de Ishinomaki, Prefeitura de Miyagi, onde seu pai era o prefeito. Ele ingressou na faculdade de Filosofia na Universidade Imperial de Tóquio, mas se transferiu para História. Na graduação, tornou-se jornalista do Asahi Shinbun e depois professor na Universidade de Hosei. Em 1973, ele foi diagnosticado com Mal de Parkinson.

## Trabalhos
Seu primeiro grande trabalho, "A formação do mundo medieval", foi escrito antes da guerra, mas o manuscrito foi destruído quando a sua casa pegou fogo durante um bombardeio incendiário sobre Tóquio. De acordo com acadêmicos proeminentes e seus alunos, logo após o fim da guerra, ele voltou até o que sobrou de sua casa, isolou-se por um verão e reescreveu todo o trabalho de 700 páginas.
Recentemente o materialismo histórico de Ishimoda foi muito criticado, mas não se pode negar que o Japão saíra de uma guerra havia pouco tempo e estava mergulhado no caos e na estagnação causados pela quebra do regime imperial e de toda uma historiografia centrada nas instituições imperiais. Ishimoda trabalhou pela reconstrução dessa historiografia.